# Brullaea ocypteroidea
Brullaea ocypteroidea är en tvåvingeart som beskrevs av Jean-Baptiste Robineau-Desvoidy 1863. Brullaea ocypteroidea ingår i släktet Brullaea och familjen parasitflugor. Det är osäkert om arten förekommer i Sverige. Inga underarter finns listade i Catalogue of Life.